# Pëtr Pavlenskij
Pëtr Andreevič Pavlenskij (in russo Пётр Андреевич Павленский?; in inglese: Pyotr Andreyevich Pavlensky; Leningrado, 8 marzo 1984) è un artista russo.

## Biografia
È conosciuto per le sue controverse esibizioni artistiche a tema politico, che lui definisce "eventi di arte politica". Il suo lavoro ricorre spesso a nudità e auto-mutilazione.
Pavlenskij rende evidenti i "meccanismi del potere", costringendo le autorità a partecipare ai suoi eventi mettendoli in scena in luoghi sottoposti a una pesante sorveglianza da parte della polizia. Così facendo, "il procedimento penale diventa uno degli strati dell’opera d’arte" e il governo è "[attratto] nel processo di creazione dell’arte".
Nel febbraio 2020 ha pubblicato un video in cui il politico Benjamin Griveaux, candidato alla carica di sindaco di Parigi, appare in atteggiamenti intimi, un fatto che lo ha indotto a rinunciare alla corsa alle elezioni.

### Formazione
Pavlenskij ha studiato arte monumentale all’Accademia d’Arte e Industria di San Pietroburgo. Durante il quarto anno all’Accademia ha seguito corsi aggiuntivi alla Fondazione Pro Arte per la Cultura e le Arti, sempre a San Pietroburgo.
Gli “eventi” di Pavlenskij si inseriscono nella scia tracciata da artisti quali Oleg Kulik, Aleksandr Brener e Fluxus.

## Percorso artistico
Il 21 ottobre 2019 Pavlenskij ha reso pubblico il suo archivio fotografico, sostenendo "[che lui] non commercia [la sua arte] e che chiunque può fotografare gratuitamente su Internet le sue esibizioni d’arte politica”. 

### Cucitura(2012)
Pavlenskij si fa conoscere cucendosi la bocca in occasione di una protesta d’arte politica contro l’incarcerazione delle componenti del gruppo punk russo Pussy Riot.
La polizia chiamò un'ambulanza e lo fece sottoporre a una visita psichiatrica; (incredibilmente) lo psichiatra lo dichiarò sano di mente e viene rilasciato poco dopo l'accaduto. L’artista dichiarò che stava mettendo in risalto la mancanza di rispetto per gli artisti nella Russia contemporanea, affermando: “La mia intenzione non era quella di sorprendere qualcuno o di inventare qualcosa di insolito. Piuttosto, sentivo di dover fare un gesto che riflettesse accuratamente la mia situazione”.
Il 14 novembre 2012 Reuters pubblicò la propria lista delle 98 migliori fotografie dell’anno, includendo anche Cucitura.

### Carcassa (2013)
Il 3 maggio 2013 Pavlenskij tenne un'esibizione d’arte politica per rappresentare l’esistenza di un individuo all’interno di un sistema giuridico repressivo. L’evento fu intitolato Carcassa. I suoi assistenti lo portarono all’entrata principale dell’Assemblea Legislativa di San Pietroburgo, nudo e avvolto in vari strati di filo spinato. L’artista rimase in silenzio, sdraiato, immobile, in posizione semicurva all’interno del suo bozzolo, senza reagire alle azioni delle persone accorse fino a che la polizia non lo liberò con l’aiuto di cesoie da giardino.

### Fissazione(2013)
Il 10 novembre 2013, mentre sedeva nudo sul lastricato in pietra davanti al Mausoleo di Lenin, sulla Piazza Rossa di Mosca, Pavlenskij si piantò a martellate un grosso chiodo nello scroto fissandolo alla pavimentazione. Il suo evento d’arte politica coincise con la giornata annuale della polizia russa. Quando la polizia arrivò, lo coprì con una coperta e poi lo arrestò.
“Un artista nudo, che guarda i suoi testicoli inchiodati al ciottolato è una metafora dell’apatia, dell’indifferenza politica, e del fatalismo della società russa.”, annunciò Pavlenskij nella sua dichiarazione ai media.

### Libertà(2014)
Il 23 febbraio 2014 Pavlenskij organizzò una manifestazione intitolata Libertà per trasporre la rivoluzione di Euromaidan in Russia. L’artista e i suoi amici costruirono un’imitazione di una barricata sul ponte triplo a San Pietroburgo, bruciarono pneumatici e suonarono tamburi. La manifestazione fu interrotta dalla polizia di San Pietroburgo che arrestò Pavlenskij e i suoi colleghi.
Il 25 febbraio 2014 il Tribunale distrettuale Dzeržinskij di San Pietroburgo fermò il procedimento contro Pavlenskij accusato di teppismo e lo rilasciò. Proseguì un’indagine sulla presunta violazione da parte di Pavlenskij delle normative sulle riunioni politiche; l’artista fu accusato di vandalismo per il rogo degli pneumatici. Durante le indagini, Pavlenskij registrò in segreto gli interrogatori con Pavel Jasman, il principale funzionario incaricato del caso, e lo coinvolse in una discussione sulla natura e i significati dell’arte politica. Yasman in seguito si dimise dal suo incarico presso il Comitato investigativo russo e iniziò a prepararsi per diventare avvocato e difendere Pavlenskij. La trascrizione delle conversazioni fu pubblicata in diversi Paesi con il titolo “Dialoghi sull’arte”.

### Segregazione(2014)
Il 19 ottobre 2014 Pavlenskij si amputò il lobo dell’orecchio con un coltello da cucina mentre sedeva nudo sul tetto del famigerato Istituto di psichiatria forense Serbskij, per dare visibilità all’abuso politico della psichiatria in Russia.
L’evento artistico voleva essere un omaggio a Van Gogh.

### Minaccia(2015)
Il 9 novembre 2015 alle ore 1:15 Pavlenskij si recò all’entrata del palazzo Lubjanka, quartier generale dei servizi segreti russi, cosparse di benzina la porta d’ingresso e le diede fuoco con un accendino. Le porte dell’edificio vennero parzialmente bruciate. Pavlenskij rimase fermo ad aspettare di essere arrestato, fu fermato dopo 30 secondi senza opporre alcuna resistenza e venne accusato di dissolutezza. Qualche ora dopo l’evento, su Internet, apparve un video con una spiegazione del significato dell’atto incendiario.
Il procedimento penale contro Pavlenskij fu aperto il 9 novembre 2015 secondo la sezione "vandalismo" dell’articolo 214 del codice penale russo. L’artista fu ricoverato in un reparto psichiatrico per qualche settimana e trascorse sette mesi in carcere attendendo il suo processo.
L’8 giugno 2016 la corte penale di Mosca dichiarò Pavlenskij colpevole di vandalismo e lo condannò a una multa di 500.000 rubli, che lui si rifiutò di pagare.

### Illuminazione(2017)
Il 16 ottobre 2017, nella sua prima esibizione d’arte politica al di fuori della Russia, Pavlenskij venne arrestato a Parigi dopo aver appiccato fuoco alle finestre a piano strada di un ufficio della Banca di Francia, in Piazza della Bastiglia. L’artista fu accusato di danneggiamento di proprietà e fu inizialmente detenuto in un istituto psichiatrico, fino a quando un giudice ordinò che fosse messo in custodia cautelare nella prigione di Fleury-Mérogis. Durante la prigionia Pavlenskij fece due scioperi della fame e scontò undici mesi in detenzione preventiva.
Il 10 gennaio 2019 Pavlenskij venne condannato a tre anni di carcere; la sua custodia cautelare fu conteggiata come tempo già scontato e i restanti due anni di pena vennero sospesi. L’artista fu obbligato a pagare alla Banca di Francia 18.678 euro di risarcimento per i danni materiali causati e 3.000 euro per danni morali. In risposta alla sentenza, Pavlenskij gridò: “Mai!”.
Pavlenskij dedicò il suo processo al Marchese de Sade.

### Pornopolitica(2020)
Nel 2020 Pavlenskij si rinnova con un nuovo progetto d’arte politica intitolato Pornopolitica, in occasione del quale lanciò un sito web presentato come “la prima piattaforma di porno politico”. L’iniziativa puntava a smascherare le bugie di funzionari pubblici, politici e rappresentanti del potere che “impongono il puritanesimo alla società pur disprezzandolo”.
Il 12 febbraio l’artista pubblicò video intimi e messaggi a carattere sessuale inviati dal deputato e candidato sindaco di Parigi Benjamin Griveaux. Pavlenskij spiegò che il materiale dimostra “l’ipocrisia” del candidato, che faceva propaganda battendosi per i “valori familiari tradizionali”. Griveaux in seguito ritirò la sua candidatura per le elezioni comunali. Il sito Pornopolitique.com è stato messo offline tre giorni dopo l’accaduto.
Pavlenskij è stato arrestato e messo in custodia della polizia insieme alla sua partner Alexandra de Taddeo, destinataria dei contenuti sessualmente espliciti.

### Mostre collettive
Nel 2012 Pavlenskij partecipa alla mostra di ex alunni e studenti iscritti alla Fondazione Pro Arte Oculus Two, San Pietroburgo.
Nel 2013 organizza una mostra di arte di strada intitolata Ghosts of Identity, tenutasi davanti al Museo statale Ermitage di San Pietroburgo. La mostra nasce dal progetto del suo periodico Political Propaganda.
Nel 2017 Pavlenskij partecipa all'Art Riot al Saatchi di Londra. L’esposizione rientra fra le 10 mostre di arte contemporanea più popolari dell’anno.
Nel 2017 prende parte anche alla mostra Beyond the pleasure principle alla Galleria Zachęta, a Varsavia.
Nel 2018 il suo lavoro è esposto nell’ambito della mostra Us or Chaos al BPS22, Charleroi, e di Talking about a revolution presso lo spazio 22Visconti, Parigi.
Nel 2018 la galleria Pack, Milano, presenta le sue opere nell’ambito della mostra 439754, il suo numero identificativo carcerario nella prigione Fleury Merogis, dove è detenuto.
Nel 2019 il Museo di arte contemporanea ART4.RU a Mosca espone gli Archives di Pavlenskij.